# Zvučna palatalna afrikata
Zvučna palatalna afrikata ili zvučna alveopalatalna afrikata suglasnik je koji se rijetko pojavljuje u jezicima svijeta, a međunarodnoj fonetskoj abecedi za njega se koristi simbolom [d̠͡ʑ].
Glas postoji u standardnom hrvatskom i dijelu štokavskog narječja; suvremeni pravopis hrvatskog jezika koristi se simbolom đ, (vidjeti slovo đ).
Osim toga, glas postoji i u drugim jezicima poput poljskog jezika (piše se "dź" ili " dzi").
Glas je sličan zvučnoj postalveolarnoj afrikati, a standardni je hrvatski jezik jedan od rijetkih jezika u kojem se razlikuju ta dva fonema.
Karakteristike su:
- po načinu tvorbe jest sibilantna afrikata
- po mjestu tvorbe jest palatalni suglasnik
- po zvučnosti jest zvučan.